# Nesticus tosa
Nesticus tosa là một loài nhện trong họ Nesticidae.
Loài này thuộc chi Nesticus. Nesticus tosa được Takeo Yaginuma miêu tả năm 1976.